# Horbelev Boldklub
Horbelev Boldklub var en dansk fodboldklub, som hørte hjemme i Horbelev på Falster. Klubben blev stiftet i 1909 som Fodboldklubben Wilson, og dens første formand var Hans Peter Petersen. Først i 1920 blev navnet ændret til Horbelev Boldklub
I 1968 fusionerede klubben med Horbelev Skytte- og Gymnastikforening under dannelse af Horbelev Idrætsforening.